# Campionato europeo femminile di pallacanestro Under-18 2011
Il Campionato europeo femminile di pallacanestro Under-18 2011 (noto anche come FIBA EuroBasket Women Under-18 2011) si è svolto in Romania, a Oradea.

## Classifica finale
| Campione d'Europa | Campione d'Europa | Campione d'Europa |
| ----------------- | ----------------- | ----------------- |
| Belgio            |                   |                   |
| Argento           | Francia           |                   |
| Bronzo            | Spagna            |                   |
| 4.                | Svezia            |                   |
| 5.                | Paesi Bassi       |                   |
| 6.                | Polonia           |                   |
| 7.                | Turchia           |                   |
| 8.                | Serbia            |                   |
| 9.                | Rep. Ceca         |                   |
| 10.               | Italia            |                   |
| 11.               | Slovenia          |                   |
| 12.               | Romania           |                   |
| 13.               | Russia            |                   |
| 14.               | Slovacchia        |                   |
| 15.               | Ucraina           |                   |
| 16.               | Lituania          |                   |